# Isabelle Mercier
Isabelle Mercier, bijnaam No Mercy (Victoriaville (Québec), 5 augustus 1975) is een Canadese professionele pokerspeelster.
Zij speelt online onder het pseudoniem 'NoMercy'.
Voordat ze met haar pokercarrière begon, studeerde ze rechten op de Universiteit van Montréal en werkte een jaar lang op het gebied van commercieel recht. Daarna verhuisde ze naar Parijs en behaalde haar mastergraad terwijl ze als pokerzaalmanager van de Aviation Club de France werkte. Hierna begon ze zich fulltime te wijden aan poker. Toen ze bij de Aviation club werkte, werd ze twee keer genomineerd als Staff Person of the Year op de European Poker Awards.
Ze werd bekend toen ze de tweede plaats behaalde op het € 800 No Limit hold 'em-toernooi van het Masters Classic of Poker 2002 in Amsterdam en $ 53.499 in de wacht sleepte. In 2004 won ze het World Poker Tour (WPT) Ladies' Night-toernooi en kreeg de eerste prijs van $ 25.000. Mike Sexton gaf haar toen de bijnam "No Mercy."
Mercier behaalde voor het eerst een finale tafel van de European Poker Tour in februari 2006 in Deauville waar ze zevende werd. Haar totale prijzengeld bedroeg tot en met juni 2014 meer dan $1.200.000,-.

## Voetnoten
1. ↑  Biografie op haar persoonlijke website
2. ↑  World Poker Tour: Isabelle Mercier. Gearchiveerd op 8 augustus 2023.
3. ↑  Hendon Mob tournament results: Isabelle Mercier